# Ján Roháč
Ján Roháč (pravděpodobně 18. června 1932 Nitrianske Pravno u Prievidze, Slovensko – 5. října 1980 Praha) byl československý divadelní, filmový, televizní a hudební režisér.

## Život
Po maturitě na gymnáziu absolvoval Divadelní fakultu Akademie múzických umění v Praze a již během studií tíhnul k režii estrádních a zábavních pořadů.
Zpočátku působil v Divadle estrády a satiry (což je pozdější Divadlo ABC). Působil i v divadle v Pardubicích, dále pak na několika pražských scénách, zejména v Divadle ABC, ve varietním music-halluAlhambra, v Laterně magice a zejména v Divadle Semafor. Jeho osobité divadelní režie velmi přispěly k rozvoji a popularitě této vedoucí scény divadel malých forem na počátku 60. let 20. století. Spolupracoval zde s oběma tvůrčími skupinami, se skupinou Suchý–Šlitr i Šimek–Grossmann. Svůj smysl pro tento žánr uplatnil také jako filmový režisér (spolu s Vladimírem Svitáčkem) hudebního filmu Kdyby tisíc klarinetů z roku 1964, ve kterém vystupovala celá řada tehdejších hvězd populární hudby (např. Eva Pilarová, Karel Gott, tehdy začínající Naďa Urbánková a mnozí další). Známá je i jeho dlouholetá spolupráce s Miroslavem Horníčkem.
Významná byla i jeho dlouholetá práce pro Československou televizi, kde od roku 1968 režíroval celou řadu pořadů, hudebních seriálů i jednotlivých hudebně-zábavních filmů. Podílel se i na natáčení filmových písniček (což byla tehdejší obdoba dnešních videoklipů). Ján Roháč je dodnes považován za zakladatelskou osobnost moderní československé divadelní a televizní zábavy v České i ve Slovenské republice (moderní československá audiovizuální zábava). Spoluzakládal legendární Laternu magiku, podílel se na programu neméně slavného Kinoautomatu na světové výstavě EXPO'67 v kanadském Montrealu, pomáhal vytvořit tvář Divadla Semafor přímo v divadle i v záznamech jeho představení pro Československou televizi.
Jeho manželkou byla zpěvačka Zuzana Burianová, členka souboru Divadla Semafor.

## Výběr z díla

### Divadelní režie
- Bukola aneb vrahem je pachatel (Varieté Alhambra)
- Můj generál (Karl Ludwig Opitz – Divadlo E. F. Buriana, premiéra 1. 12. 1961)
- Policajti (Sławomir Mrożek – Divadlo E. F. Buriana, premiéra 28. 6. 1963)
- Zuzana je zase sama doma (Divadlo Semafor – Jiří Suchý + Jiří Šlitr)
- Dobře placená procházka (Divadlo Semafor – Jiří Suchý + Jiří Šlitr)
- Hovory přes rampu (Miroslav Horníček)
- Recitál Horníček-Hegerová (Miroslav Horníček a Hana Hegerová)
- Dva muži někde (Miroslav Horníček)
- Besídka v rašeliništi (Miloslav Šimek + Jiří Grossmann)
- Zavěste prosím, volá Semafor (Miloslav Šimek a jeho hosté)

### Filmové písničky
- Jezdím bez nehod
- Marnivá sestřenice
- Zčervená
- Zhasněte lampióny
- Život je pes

### Televizní režie
- Dobře placená procházka (televizní film)
- Písničky na zítra
- Recital I. + II.
- Návštěvní dny Šimka a Grossmanna
- Hovory H (Miroslav Horníček a jeho hosté)
- Přijela pouť (revuální pořad)
- Byli jednou dva písaři (televizní seriál s Jiřím Sovákem a Miroslavem Horníčkem)
- Traja chrobáci (televizní film)
- Silvestr na přání aneb Čí jsou hory Kavčí (TV pořad)
- Silvestr hravý a dravý (TV pořad)
- Silvestr 1979 – Hrajeme si jako děti (TV pořad)